# Santa Rosalía, Teopisca
Santa Rosalía är en ort i Mexiko.   Den ligger i kommunen Teopisca och delstaten Chiapas, i den sydöstra delen av landet, 800 km öster om huvudstaden Mexico City. Santa Rosalía ligger 1 222 meter över havet och antalet invånare är 107.
Terrängen runt Santa Rosalía är huvudsakligen kuperad, men österut är den bergig. Runt Santa Rosalía är det ganska glesbefolkat, med 50 invånare per kvadratkilometer. Närmaste större samhälle är Venustiano Carranza, 17,4 km söder om Santa Rosalía. I omgivningarna runt Santa Rosalía växer huvudsakligen savannskog.